# Roman Poljans'kyj
Roman Oleksandrovyč Poljans'kyj (in ucraino Роман Олександрович Полянський?; 1º settembre 1986) è un canottiere ucraino, oro ai Giochi paralimpici di Rio de Janeiro 2016 nel singolo maschile.

## Palmarès
- Giochi paralimpici

Rio de Janeiro 2016: oro nel singolo maschile
Tokyo 2020: oro nel PR1 singolo maschile
Parigi 2024: argento nel PR1 singolo maschile
- Mondiali

Sarasota 2017: argento nel PR1 M1x
Plovdiv 2018: argento nel PR1 M1x
Linz-Ottensheim 2019: oro nel PR1 M1x
- Europei

Poznań 2020: oro nel PR1 M1x
Varese 2021: oro nel PR1 M1x